# Rue Russeil
La rue Russeil est une rue de Nantes, en France.

## Situation et accès
Située dans le quartier Hauts-Pavés - Saint-Félix elle débute rue des Hauts-Pavés et se termine rue de Bel-Air.

## Origine du nom
Russeil est le nom du propriétaire du terrain sur lequel la rue a été tracée. Jean-Pierre Russeil (1777, Beaulieu-sous-Parthenay - 1855, Nantes) est un courtier en roulage, dirigeant d'une entreprise de transport par diligence. 

## Historique
La rue est ouverte en 1854 après l'achat de terrains, couvrant 5 800 m2, à Jean-Pierre Russeil. Ce site est choisi pour la construction d'un « asile de vieillards pauvres » par la municipalité de Nantes. Il s'agit pour celle-ci de remplir la condition posée par Jacques Urvoy de Saint-Bedan pour qu'il fasse une donation importante à la ville.
La voie est d'abord dénommée « passage Russeil ».
Toujours en 1856, Jacques Urvoy de Saint-Bedan achète à Jean-Pierre Russeil une parcelle de 1 900 m2 limitrophe de celle acquise par la mairie, et dont il fait don pour le nouvel établissement. Il ajoute à cette donation l'achat d'un onéreux système de chauffage pour le nouveau bâtiment.
La conception de l'« asile Sainte-Anne » est confiée à Joseph-Fleury Chenantais. Une chapelle est construite, et inaugurée le 24 novembre 1856. Jacques Urvoy de Saint-Bedan a imposé que la gestion de l'asile soit confiée aux Petites sœurs des pauvres. Celles-ci refusent de respecter la décision de la mairie de limiter l'accès à l'asile aux seuls Nantais. Après négociation, il est établi un quota de places réservées aux habitants de la ville.
En 2014, un projet de réorganisation du site de la maison des Petites sœurs des pauvres aboutit après plusieurs années de vicissitudes. Il comprend la reconstruction des bâtiments qui abritent désormais un établissement d'hébergement pour personnes âgées dépendantes (EHPAD), l'édification d'immeubles de logements et l'agrandissement du parc des Capucins dont l'entrée principale donnait sur la rue Noire (un deuxième accès se trouve rue d'Iéna au sud-ouest) et verra un troisième accès créé depuis la rue Russeil par l'aménagement d'une coulée verte.

## Voies annexes

### Rue de Friedland
Il s'agit d'une rue d'environ 135 mètres formée de deux segments perpendiculaires, qui s'ouvre entre les numéros 38 et 40 de la rue Russeil.

### Rue d'Iéna
Il s'agit d'une impasse formée de deux segments perpendiculaires de respectivement 120 et 110 mètres, dont le premier s'ouvre entre sur l'une des extrémités de la rue de Friedland et donne également accès au parc des Capucins.

### Coordonnées des lieux mentionnés
1. ↑  Asile Sainte-Anne : 47° 13′ 29″ N, 1° 33′ 40″ O
2. ↑  Rue de Friedland : 47° 13′ 25″ N, 1° 33′ 46″ O
3. ↑  Rue d'Iéna : 47° 13′ 29″ N, 1° 33′ 46″ O